# Nowa Dąbia
Nowa Dąbia – wieś w Polsce położona w województwie lubelskim, w powiecie ryckim, w gminie Ryki.
W latach 1975–1998 miejscowość należała administracyjnie do ówczesnego województwa lubelskiego.
Wieś jest sołectwem w gminie Ryki. Według Narodowego Spisu Powszechnego z roku 2011 wieś liczyła 401 mieszkańców.
Od 1949 roku czynnie funkcjonuje Ochotnicza Straż Pożarna w Nowej Dąbi, jak również Stowarzyszenie Gospodyń Wiejskich.
Wierni Kościoła rzymskokatolickiego należą do parafii Najświętszego Zbawiciela w Rykach.